# Liste der Stolpersteine in Loštice

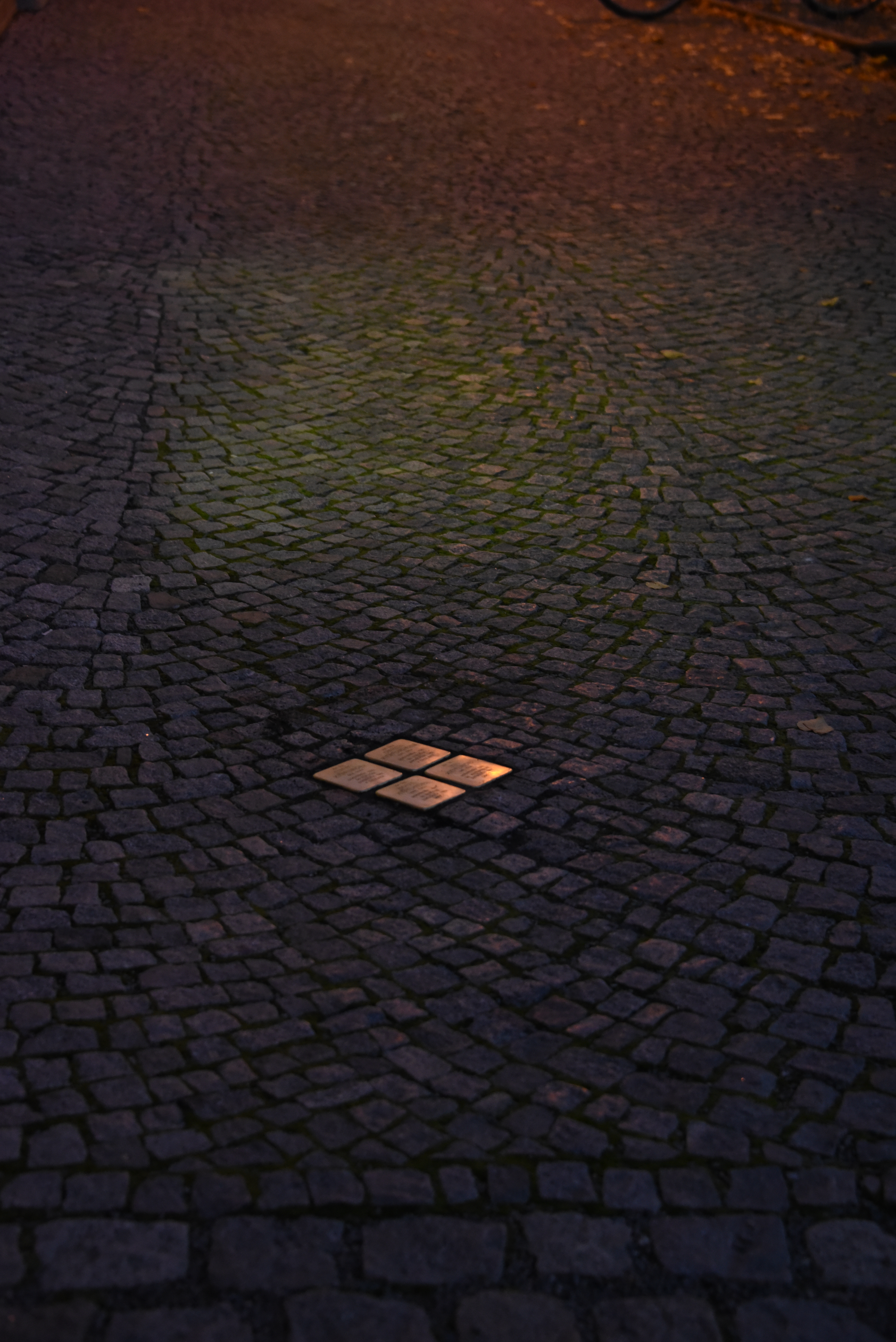
Stolpersteine in Lostice

Die Liste der Stolpersteine in Loštice listet die Stolpersteine auf, die in der Stadt Loštice verlegt wurden. Stolpersteine erinnern an das Schicksal der Menschen, die von den Nationalsozialisten ermordet, deportiert, vertrieben oder in den Suizid getrieben wurden. Die Stolpersteine wurden vom Kölner Künstler Gunter Demnig konzipiert und werden im Regelfall von ihm selbst verlegt. Sie liegen zumeist vor dem letzten selbstgewählten Wohnort des Opfers und werden auf Tschechisch stolpersteine genannt, alternativ auch kameny zmizelých (Steine der Verschwundenen).
59 Menschen jüdischen Glaubens wurden 1942 aus Loštice deportiert, nur drei von ihnen überlebten. Am 21. September 2017 wurden zum Gedenken an die Ermordeten die ersten acht Stolpersteine in der Stadt verlegt.

## Stolpersteine
Die Tabellen sind teilweise sortierbar; die Grundsortierung erfolgt alphabetisch nach dem Familiennamen.
| Stolpersteine | Übersetzung                                                                                                  | Verlegeort                     | Name, Leben |
| ------------- | --- | ------------------------------ | --- |
|               | HIER LEBTE BEDŘICH FUCHS GEB. 1924 DEPORTIERT 1942 NACH THERESIENSTADT ERMORDET 1942 IN MALY TROSTINEC       | Ztracená 619/20 · (Synagoge) · | Bedřich Fuchs wurde am 7. Mai 1924 in Bratislava geboren. Seine Eltern waren Leopold Fuchs und Margareta Fuchsová. Er hatte eine ältere Schwester namens Frieda. Gemeinsam mit seinen Eltern und seiner Schwester wurde er am 26. Juni 1942 von Olumouc mit dem Transport AAf in das Konzentrationslager Theresienstadt deportiert. Seine Transportnummer war 24. Am 14. Juli 1942 wurde die Familie mit dem Transport AAx in das Vernichtungslager Maly Trostinez deportiert. Seine Transportnummer war 305. Dort wurde Bedřich Fuchs zusammen mit seinen Eltern und seiner Schwester ermordet. |
|               | HIER LEBTE LEOPOLD FUCHS GEB. 1882 DEPORTIERT 1942 NACH THERESIENSTADT ERMORDET 1942 IN MALY TROSTINEC       | Ztracená 619/20 · (Synagoge) · | Leopold Fuchs wurde am 12. Juni oder am 12. Juli 1882 im damaligen Preßburg, heute Bratislava, geboren. Er war Kantor und Religionslehrer und verheiratet mit Margareta. Das Paar hatte zwei Kinder: Frieda (geboren 1922) und Bedřich (geboren 1924). Er war in Müglitz (heute Mohelnice), Littau (heute Litovel), Mährisch Weißkirchen (heute Hranice na Moravě), im niederösterreichischen Dürnkrut und in seiner Heimatstadt Preßburg tätig. Er, seine Frau und beide Kinder wurden am 26. Juni 1942 von Olumouc mit dem Transport AAf in das Konzentrationslager Theresienstadt deportiert. Seine Transportnummer war 21. Am 14. Juli 1942 wurde die Familie mit dem Transport AAx in das Vernichtungslager Maly Trostinez deportiert. Leopold Fuchs’ Transportnummer war 302. Dort wurden Leopold Fuchs, seine Frau und seine Kinder ermordet. |
|               | HIER LEBTE FRIEDA FUCHSOVÁ GEB. 1922 DEPORTIERT 1942 NACH THERESIENSTADT ERMORDET 1942 IN MALY TROSTINEC     | Ztracená 619/20 · (Synagoge) · | Frieda Fuchsová wurde am 22. Januar 1922 in Užhorod geboren. Ihre Eltern waren Leopold Fuchs und Margareta Fuchsová. Sie hatte einen jüngeren Bruder: Bedřich. Sie erlebte Antisemitismus in Form von körperlicher Gewalt durch eine Anhängerin Hitlers, die sie beschimpfte und schlug, als sie mit Nichtjüdinnen auf einer Bank saß. Kein Zeuge traute sich einzugreifen. Gemeinsam mit ihren Eltern und ihrem Bruder wurde Frieda Fuchsová am 26. Juni 1942 von Olumouc mit dem Transport AAf in das Konzentrationslager Theresienstadt deportiert. Frieda Fuchsová's Transportnummer war 23. Am 14. Juli wurde die Familie mit dem Transport AAx in das Vernichtungslager Maly Trostinez deportiert. Ihre Transportnummer war 304. Dort wurde Frieda Fuchsová zusammen mit ihren Eltern und ihrem Bruder ermordet. |
|               | HIER LEBTE MARGARETA FUCHSOVÁ GEB. 1897 DEPORTIERT 1942 NACH THERESIENSTADT ERMORDET 1942 IN MALY TROSTINEC  | Ztracená 619/20 · (Synagoge) · | Margareta Fuchsová wurde am 6. Juni 1897 in Mnichov geboren. Sie war verheiratet mit dem Kantor und Religionslehrer Leopold Fuchs. Das Paar hatte zwei Kinder: Frieda (geboren 1922) und Bedřich (geboren 1924). Gemeinsam mit ihrem Ehemann und ihren beiden Kindern wurde Margareta Fuchsová am 26. Juni 1942 von Olumouc mit dem Transport AAf in das Konzentrationslager Theresienstadt deportiert. Ihre Transportnummer war 22. Am 14. Juli wurde die Familie mit dem Transport AAx in das Vernichtungslager Maly Trostinez deportiert. Margareta Fuchsovás's Transportnummer war 303. Dort wurde Margareta Fuchsová zusammen mit ihrem Mann und ihren Kindern ermordet. |
|               | HIER LEBTE EDMUND KNÖPFLMACHER GEB. 1876 DEPORTIERT 1942 NACH THERESIENSTADT ERMORDET 1942 IN TREBLINKA      | Náměstí Míru 63 ·              | Edmund Knöpflmacher wurde am 10. Juni 1876 in Loštice geboren. Seine Eltern waren Zikmund Knöpfelmacher und Ruzena Knöpflmacherová, geborene Klingová. Er hatte mindestens fünf Geschwister: Anna (später verheiratete Glass), Arnold, Berthold, Gisela (später verheiratete Alter-Duschinsky) und Lina (später verheiratete Kellner). Er war verheiratet mit Charlota, geborene Mandel. Das Ehepaar hatte zumindest zwei Söhne: Zikmund (geboren 1906) und Otto (geboren 1921). Die Familie betrieb ein Eiergeschäft am Hauptplatz. Edmund Knöpflmacher war Vorsitzender der Jüdischen Gemeinde von Loštice. Am 26. Juni 1942 wurden Edmund Knöpflmacher und seine Ehefrau mit dem Transport AAf von Olmütz in das Konzentrationslager Theresienstadt deportiert. Edmund Knöpflmachers Transportnummern war 37. Am 15. Oktober 1942 wurde das Ehepaar mit dem Transport Bv in das Vernichtungslager Treblinka deportiert. Edmunds Knöpflmachers Transportnummer war 1400. Hier wurden er und seine Frau ermordet. Beide Söhne wurden ebenfalls ermordet: Otto 1941 in Mauthausen, Zikmund 1942 in Auschwitz. Mindestens drei seiner Geschwister wurden im Rahmen der Shoah ebenfalls vom NS-Regime ermordet: Lina Kellner (auch Kellnerová, 1873–1943) und Arnold Knöpflmacher (1882–1944) in Theresienstadt, Gisela Alter-Duschinsky (1886–1944) in Auschwitz. |
|               | HIER LEBTE OTTO KNÖPFLMACHER GEB. 1921 DEPORTIERT 1941 NACH MAUTHAUSEN ERMORDET 1941 EBENDORT                | Náměstí Míru 63 ·              | Otto Knöpflmacher wurde am 19. August 1921 in Loštice geboren. Er war der Sohn von Edmund Knöpflmacher und seiner Frau Charlota Knöpflmacherová. Er hatte einen älteren Bruder, Zikmund (geboren 1921). Er wurde 1941 ins KZ Mauthausen deportiert und dort ermordet. Seine Eltern wurden 1942 nach Treblinka deportiert und ermordet. Sein Bruder Zikmund wurden in Auschwitz ermordet. |
|               | HIER LEBTE ZIKMUND KNÖPFLMACHER GEB. 1906 DEPORTIERT 1941 NACH AUSCHWITZ ERMORDET 1942 EBENDORT              | Náměstí Míru 63 ·              | Zikmund Knöpflmacher, auch Sigmund, wurde am 22. Juni 1906 in geboren. Er war der Sohn von Edmund Knöpflmacher und seiner Frau Charlota Knöpflmacherová. Er hatte einen jüngeren Bruder, Otto (geboren 1921). Er wurde 1941 deportiert und am 28. Juni 1942 in Auschwitz ermordet. Seine Eltern wurden 1942 nach Treblinka deportiert und ermordet. Sein Bruder Otto wurde im KZ Mauthausen ermordet. |
|               | HIER LEBTE CHARLOTA KNÖPFLMACHEROVÁ GEB. 1884 DEPORTIERT 1942 NACH THERESIENSTADT ERMORDET 1942 IN TREBLINKA | Náměstí Míru 63 ·              | Charlota Knöpflmacherová, geborene Mandel, wurde am 12. April 1884 in Valašské Meziříčí geboren. Sie war verheiratet mit Edmund Knöpflmacher. Das Paar hatte zumindest zwei Söhne: Zikmund (geboren 1906) und Otto (geboren 1921). Die Familie betrieb ein Eiergeschäft am Hauptplatz. Der Ehemann war Vorsitzender der Jüdischen Gemeinde von Loštice. Am 26. Juni 1942 wurden Charlota Knöpflmacherová und ihr Ehemann mit Transport AAf von Olmütz in das Konzentrationslager Theresienstadt deportiert. Ihre Transportnummern war 38. Am 15. Oktober 1942 wurde sie zusammen mit ihrem Ehemann mit dem Transport Bv in das Vernichtungslager Treblinka deportiert. Charlotas Transportnummer war 1401. In Treblinka wurden beide ermordet. Beide Söhne wurden ebenfalls ermordet: Otto 1941 in Mauthausen, Zikmund 1942 in Auschwitz. |

## Verlegedatum
Die Stolpersteine wurden am 21. September 2017 von Gunter Demnig persönlich verlegt.